# Bergneustadt
Bergneustadt è una città di 18 416 abitanti della Renania Settentrionale-Vestfalia, in Germania.
Appartiene al circondario di Oberberg (targa GM).

## Amministrazione

### Gemellaggi
- Châtenay-Malabry
- Landsmeer

Bergneustadt è membro del gemellaggio internazionale "Neustadt in Europa", che riunisce 36 città e comuni che portano nel nome la dicitura Neustadt ("città nuova").